# Fáraó (kártyajáték)
A fáraó egy taktikai lapfogyasztó kártyajáték. Magyar kártyával (mind a 32 lappal) játszhatja 2-4 játékos. A játékban a zöld alsót (Fürst Walter) nevezik "fáraónak". Hasonlít a magyar kártyával játszott makaóra, de néhány dologban eltér. Valószínűleg a makaóból ered.

## Különleges lapok
- Felső vagy "váltó": ha valaki bármilyen színű felső lapot rak le, akkor színt válthat/kérhet.

- Hetes: ha valaki bármilyen színű VII lapot rak, akkor a soron következőnek 3 lapot kell húznia a talonból, hacsak nem rak rá további hetest vagy heteseket. A fáraóval blokkolható a laphúzási kötelezettség.
- Ász: ha valaki ászt rak, akkor az utána következő játékos kimarad egy körből.

#### Visszahívó lapok
- Zöld alsó vagy "fáraó": visszahívja egy lappal azt a játékost a játékba, aki már eldobta az összes lapot a kezéből. Ilyenkor a játékos bemondja: "Visszahívlak!" (3-4 játékos esetén: "Visszahívlak XY!"). Továbbá blokkolja a hetes által előidézett laphúzási kötelezettséget. Erre a lapra bármilyen lapot lehet tenni, nem számít a színe vagy a rangja, valamint bármilyen lapra lehet dobni a fáraót.

- Piros hetes: ugyanúgy visszahív, mint a fáraó, csak 3 lappal. Ezt a lapot csak akkor tehetjük bármilyen lapra, ha visszahívunk vele.

## Játékmenet

### Osztás
Az osztó jobb irányba mindenkinek 5 lapot oszt (az elején). A pakli alsó lapját felfelé fordítva középre helyezi. Ez a dobóhalom első lapja, a kezdőlap. A maradék kártya (lefordítva) lesz a talon vagy húzóhalom. (Keverés után, osztás előtt lehet vágni is, de a játékban nincs funkciója.) Mindig az osztótól jobbra lévő játékos kezdi a játszmát (két játékos esetén az, aki épp nem osztott). A játékban mindig jobb irányú haladás van.

### Játék
A játékosok a kezükben lévő lapok közül dobnak egyet (vagy azonos rangú lapokból akár 4-et) a kezdőlapra úgy, hogy egyezzen a dobóhalom legfelső lapjának (játék kezdetén a kezdőlapnak) színével (piros, tök, makk, zöld) vagy rangjával (VII, VIII, IX, X, alsó, felső, király, ász) – "színre színt, számra számot". (Ha egyszerre több lapot dob a játékos, akkor a legalsó dobott lapnak kell egyeznie.) Ha ezen szabály alapján nem tud a kezében lévő lapokból dobni (kijátszani), akkor húznia kell egy lapot a talonból és a következő játékosra kerül a sor.
Egyszerre több lapot is lehet dobni (legfeljebb 4-et), ha a dobott lapok rangjai megegyeznek.
Ha elfogy a talon, akkor a dobóhalom összekeverésével újat kell készíteni, de a legutoljára dobott lap marad.

#### Színváltás
Ha valaki felsőt dob, úgy színt vált (vagy kér) a soron következőtől, akinek a kért színű (de bármilyen rangú) lapot kell dobnia. Ilyenkor a játékos bemondja: "Váltok (piros/tök/makk/zöld)-re!" (vagy csak egyszerűen a színt). Természetesen, ha a következő játékos nem tud megfelelő színű lapot dobni, akkor húznia kell egy lapot a talonból és az utána következő játékoson a sor.

#### Kiállítás
Ha egy játékos ászt rak, akkor a következő játékos kimarad és az utána lévő kerül sorra. Ilyenkor a dobó 2 játékos esetén bemondja:  "Te állsz, én jövök!"; 3 vagy 4 játékos esetén: "Te állsz, XY jön!". A kimaradt játékos még közbevághat (rákontrázat) egy vagy több ásszal és az ő utána következő játékos marad ki (és így tovább folytatható). Egyszerre több ász lapot is ki lehet rakni, ilyenkor ahány lap, annyian maradnak ki a dobó után. 2 játékos esetén megegyezés alapján nem mindig engedélyezett a közbevágás. Érdekes eset az, amikor két játékos esetén valaki ász lapot dob utoljára, mivel a másik játékos (aki visszahívhatná) kimarad és mivel lement a kör, nem hívhatja vissza az ásszal záró játékost.

#### Égetés
Ha egy játékos egyszerre 4 azonos rangú kártyát dob le a dobóhalomra (pl. piros király, tök, király, makk király és zöld király), akkor "elégeti" és rögtön bármilyen lapot tehet. Ilyenkor a játékos bemondja: "Égetek!". Megegyezés alapján akkor is lehet égetni, ha a dobóhalom utolsó lapjával (vagy lapcsoportjával) megegyező rangú lapból a maradék (1-3) lapot rakja le (pl. a dobóhalom utolsó két lapja a piros és a zöld VIII és a soron következő játékos a makk és tök VIII lapokat dobja rá). Ha valaki úgy éget, hogy elfogy a lap a kezéből, akkor a következő játékos tehet bármilyen lapot rá.

#### Lap húzatás
Ha valaki bármilyen színű hetes lapot dob, akkor a soron következőnek 3 lapot kell húznia a talonból, hacsak nem rak rá további hetest vagy heteseket (kontrázás). Ha valaki egyszerre több hetes lapot dob vagy valaki rákontrázik, akkor annyiszor 3 lapot kell húznia a soron következő játékosnak, ahány hetest dobtak, azaz legkevesebb 3, legfeljebb 12 lap felhúzására kötelezhetjük a másik játékost. A fáraóval blokkolható a laphúzási kötelezettség.

#### Visszahívás
Visszahívni egy játékost csak a fáraóval vagy egyes változatokban a piros hetessel is lehet. Egy játékost addig lehet visszahívni, amíg le nem megy az a kör, amelyikben az utolsó lapját dobta. Ha többen is kidobták utolsó lapjukat egy körben, akkor megegyezés alapján csak az egyik játékost lehet visszahívni. Ha fáraóval történik a visszahívás akkor 1, ha piros hetessel, akkor 3 lappal van visszahívva a játékos és a következő kör már a visszahívott játékossal folytatódik. 

### Játék vége
Az a játékos nyer, akinek a leghamarabb elfogynak a kártyái. 3-4 játékosnál az veszít, akinek utoljára marad még lap a kezében. A vesztes oszt a következő játszmában és ő eggyel kevesebb lapot kap. Ha valamelyik játékosnak elfogy a (kezébe osztott) kezdőlapja, akkor veszít. 3-4 játékos esetén addig megy a játék, amíg csak egy játékosnak marad kezdőlapja.

## Változatok

#### Kezdőlap funkciójának érvényesítése
Egyes változatokban figyelik a kezdőlap és a talon alján maradt lap viszonyát is. Ilyenkor, ha a kezdőlap "különleges lap", akkor érvényesül a funkciója.
Ha a kezdőlap:
- Zöld alsó és a talon legalsó lapja is alsó rangú, akkor bármilyen színű és rangú lapot lehet rakni a kezdőkártyára.
- Felső, akkor a talon legalsó lapjának színére vált.
- Hetes és a talon legalsó lapja is hetes, akkor a kezdő játékosnak húznia kell 3 lapot és a következő játékos kerül sorra. A laphúzási kötelezettséget lehet blokkolni a fáraóval, vagy ha hetest dob rá, akkor a következő játékosnak kell 6 lapot húznia.
- Ász és a talon legalsó lapja is ász, akkor a kezdő játékos kimarad, hacsak nem dob rá ászt.

#### Fektetett lap
Ha egy játékos elvesztette a játékot, azaz nincs már kezdőlapja, akkor kaphat még egy utolsó esélyt, egy "fektetett lapot". Ebben az esetben az osztáskor egy lapot kap, amit lefele fordítva lefektet maga elé. Ha rá kerül a sor és a fektetett lapot rá tudja dobni a dobóhalomra a játékszabályok szerint ("színre színt, számra számot"), akkor visszakerül a játékba. Ha ebben a játszmában nyer, akkor osztáskor egy (teljes értékű) lapja lesz. Ha nem tudja rátenni a dobóhalom legfelső lapjára, akkor a talon aljára kerül a lapja és végleg kiesik a játékból.

## Fáraó és a makaó

### Hasonlóságok
- "Színre színt, számra számot"

- Különleges kártyák használata:
  - Felső: színkérő funkció,
  - Ász: kiállítja a soron következő játékost a körből,
  - Hetes: a következő játékosnak lapot kell húznia.
- 5 lap kezdéskor,
- "Égetés": több lapot is lehet dobni egyszerre, ha egyezik a rangjuk,
- "Kontrázás": több hetes vagy ász lap egymás után "felerősíti" a hatást.

### Különbségek
- A fáraó csak magyar kártyával játszható.
- A fáraóban az nyer, akinek elfogy a kártyája a játszmában, míg a makaóban fordítva.
- A fáraóban a makaóval szemben van még két különleges kártya, amelyeknek visszahívó funkciójuk van (a fáraónak blokkoló is).
- A fáraóban a zöld alsót nevezik "fáraónak", míg a makaóban az utolsó kártya dobásánál a játékosnak kell bemondania: "Fáraó"